# Anna Milder-Hauptmann
Anna Pauline Milder-Hauptmann (née le 13 décembre 1785 à Constantinople, morte le 29 mai 1838 à Berlin) est une chanteuse autrichienne.

## Biographie
Son père est Felix Milder, pâtissier de Salzbourg au service de l'ambassadeur d'Autriche Peter Philipp Herbert von Rathkeal (1735-1802) ; sa mère est une dame de compagnie de la femme de l'ambassadeur. Quand Anna a cinq ans, la famille part pour Bucarest, où le père est traducteur jusqu'à ce qu'ils doivent partir à cause de la guerre austro-turque de 1788-1791. Après avoir brièvement travaillé à nouveau pour l'ambassadeur, la famille retourne à Bucarest, pour être à nouveau obligée de fuir lorsque la peste y éclate. En 1795, la famille déménage à Hütteldorf près de Vienne. Elle reçoit une première éducation formelle qui comprend la langue allemande qu'elle n'avait pas parlée auparavant, bien qu'elle parle couramment le français, l'italien, le grec moderne et le roumain. En plus des cours de piano, Milder prend des cours de chant avec Antonio Salieri et Sigismond von Neukomm. Elle est parrainée par Emanuel Schikaneder et fait ses débuts le 9 avril 1803 au Theater an der Wien, que Schikaneder dirige, dans le rôle de Junon dans l'opéra de Franz Xaver Süßmayr Der Spiegel von Arkadien. D'après une feuille de conscription établie en 1805, elle habite la maison Laimgrube n°26 avec ses parents et sa sœur Jeanette, ainsi que la jeune Elisabeth Röckel et son frère Joseph August Röckel. Peu de temps auparavant, Beethoven avait également un appartement officiel au Theater an der Wien.
Outre Salieri (Lady Anna dans Die Neger), Luigi Cherubini et Joseph Weigl (Emmeline dans Die Schweizer Familie), Beethoven lui compose également un rôle : en 1805, 1806 et 1814 elle chante Leonore dans les deux premières mondiales de Fidelio. En 1807, Milder s'installe au Theater am Kärntnertor, où elle devint bientôt l'une des chanteuses les plus admirées de son temps.
Lorsque Napoléon Bonaparte entend la soprano à Vienne en 1809, il est si enthousiaste qu'il veut persuader Milder de s'installer à Paris. Mais elle refuse. En 1810, la chanteuse épouse le trésorier viennois Paul Peter Hauptmann et a une fille en 1811. Sa prestation dans Iphigénie en Tauride est à l'origine d'un nouvel intérêt pour l'œuvre de Christoph Willibald Gluck. Elle se rend à Berlin en 1815, où elle obtient un poste permanent à l'Opéra royal en juin 1816. La même année, Beethoven la supplie de demander à Friedrich de La Motte-Fouqué un livret afin d'écrire un nouvel opéra.
En 1819, Milder charge Gioachino Rossini et Conradin Kreutzer de composer des pièces en un acte qu'elle souhaite jouer lors de tournées : Adele von Budoy de Kreutzer et Pius Alexander Wolff est créé à Königsberg en 1821. Entre 1816 et 1829, Milder-Hauptmann apparaît dans plusieurs rôles d'œuvres de Gaspare Spontini (dont certains sont composés ou adaptés pour elle). À la suite d'une querelle avec Spontini, elle quitte Berlin en 1829 et fait des tournées en Allemagne, au Danemark, en Suède et en Russie.
Le 11 mars 1829, elle chante sous la direction de Felix Mendelssohn avec l'Académie de chant de Berlin, dont elle est membre et soliste depuis 1821, dans une reprise de la Passion selon saint Matthieu de Jean-Sébastien Bach, la première depuis la mort du compositeur et 100 ans après la première fois. Le 10 février 1830, la première mondiale du lied Der Hirt auf dem Felsen (D 965, octobre/novembre 1828) de Franz Schubert, composée pour elle, a lieu dans la Maison des Têtes noires de Riga. En 1836, elle se retire complètement de la scène.
Anna Milder-Hauptmann meurt à Berlin en 1838 à l'âge de 52 ans et est enterrée dans le cimetière de Sainte-Hedwige, Liesenstraße. Le tombeau est conservé.

## Jeanette Bürde
La sœur cadette de Milder, Johanna Antonie Thekla (appelée Jeanette) Milder épouse Bürde (baptisée le 11 novembre 1799 à Hütteldorf près de Vienne, morte le 29 septembre 1875 à Berlin) vient à Berlin avec sa sœur de quatorze ans. Dès 1815, elle devient pianiste, d'abord comme accompagnatrice du ténor Franz Wild. En 1823, elle devient membre de l'Académie de chant de Berlin. Jeannette étudie la composition avec Carl Friedrich Rungenhagen et publie plusieurs recueils de chansons. Rahel Varnhagen apprécie particulièrement ses arrangements de Goethe ; les compositions sont exécutées dans le salon de Rahel Varnhagen par Anna Milder-Hauptmann. En 1824, Jeannette Bürde accompagne sa sœur lorsqu'elle interprète ces mises en musique de Goethe par Franz Schubert à Berlin, à qui Anna Milder-Hauptmann dédie sa mise en musique du Suleikas zweiter Gesang.
Le mari de Jeanette Bürde, Friedrich Leopold Bürde (1792-1849), le fils de l'écrivain Samuel Gottlieb Bürde, est peintre et professeur à l'Académie des arts de Berlin. Une fille Anna Leopoldine (1827-1829) meurt prématurément. Leur fils Felix Heinrich Bürde (né le 30 septembre 1828 à Berlin), devenu plus tard homme d'affaires (associé en 1872 dans une librairie associative) épouse Joséphine Fuchs qui fonde l'école de commerce pour filles à Thorn ouverte le 1er mai 1884. Après la mort de son mari, Jeanette Bürde travaille comme professeur de piano et de chant.

## Source de la traduction
- (de) Cet article est partiellement ou en totalité issu de l’article de Wikipédia en allemand intitulé « Anna Milder-Hauptmann » (voir la liste des auteurs).